# Индийский замбар
Индийский замбар (лат. Rusa unicolor) — млекопитающее семейства оленевых. Распространён в тропических широтах Азии на Индийском субконтиненте, в Индокитае, на юге КНР (включая Тайвань), Малакке, и на Малайском архипелаге до островов Суматра и Борнео включительно. На южных склонах Гималаев встречается до 3500 м над уровнем моря. Населяет леса разнообразных типов: ксерофитные и сезонные тропические, смешанные субтропические, широколиственные. Время от времени на водопое может встречаться далеко за пределами лесных массивов.

## Внешний вид
Индийский замбар — самый крупный индийский олень. Средняя высота в холке около 140 см. Самцы весят до 320 кг. Самые крупные рога замбара были длиной 129,2 см.

## Образ жизни
Замбар обитает у воды и в воде. Пасётся по ночам, днём укрывается в чаще. Несмотря на свои вес и размеры замбары передвигаются по лесу бесшумно.

### Питание
Замбары питаются травой, листьями и разнообразными плодами.

## Галерея

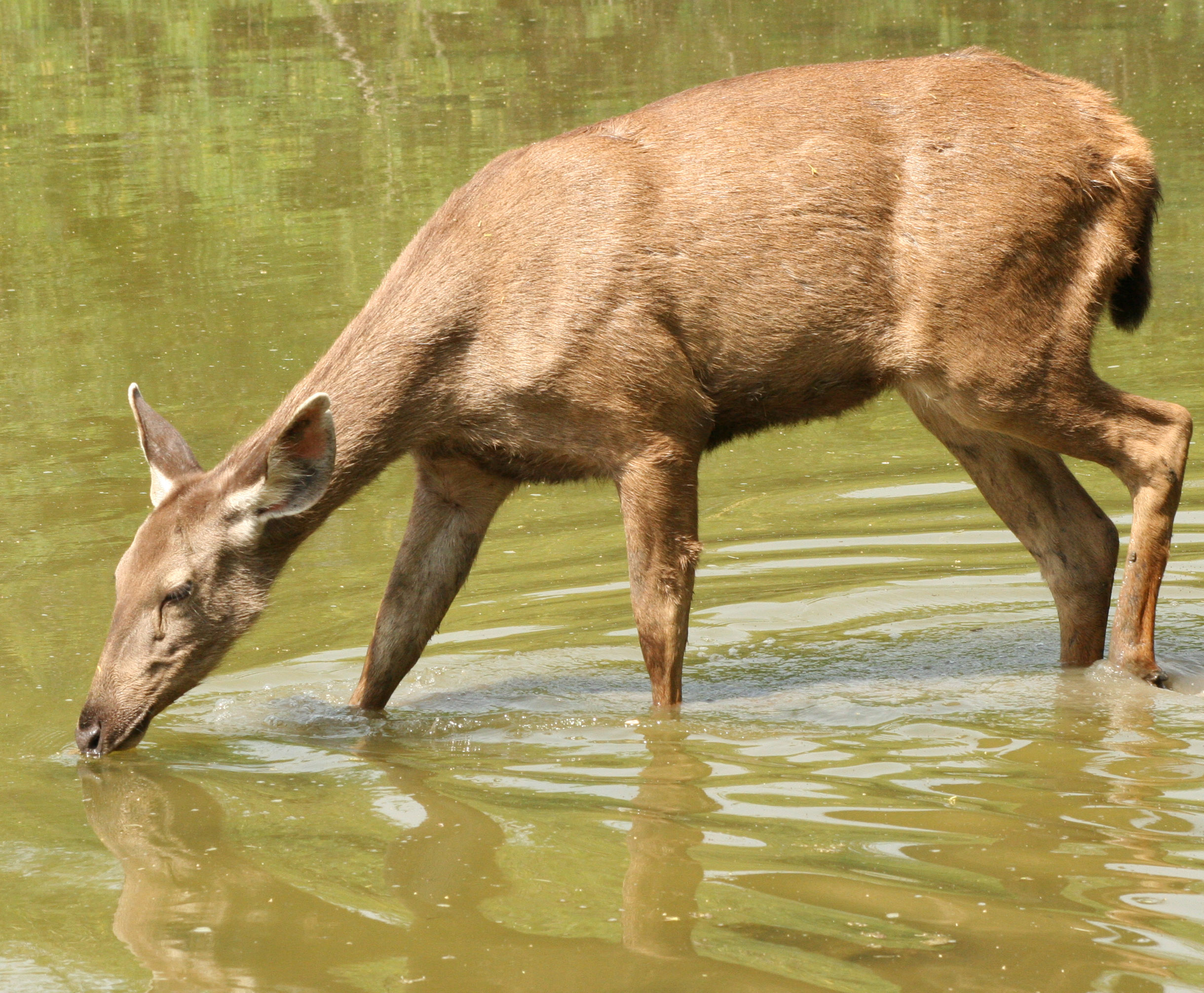
Самка индийского замбара в Национальном парке Кеоладео, Раджастхан, Индия
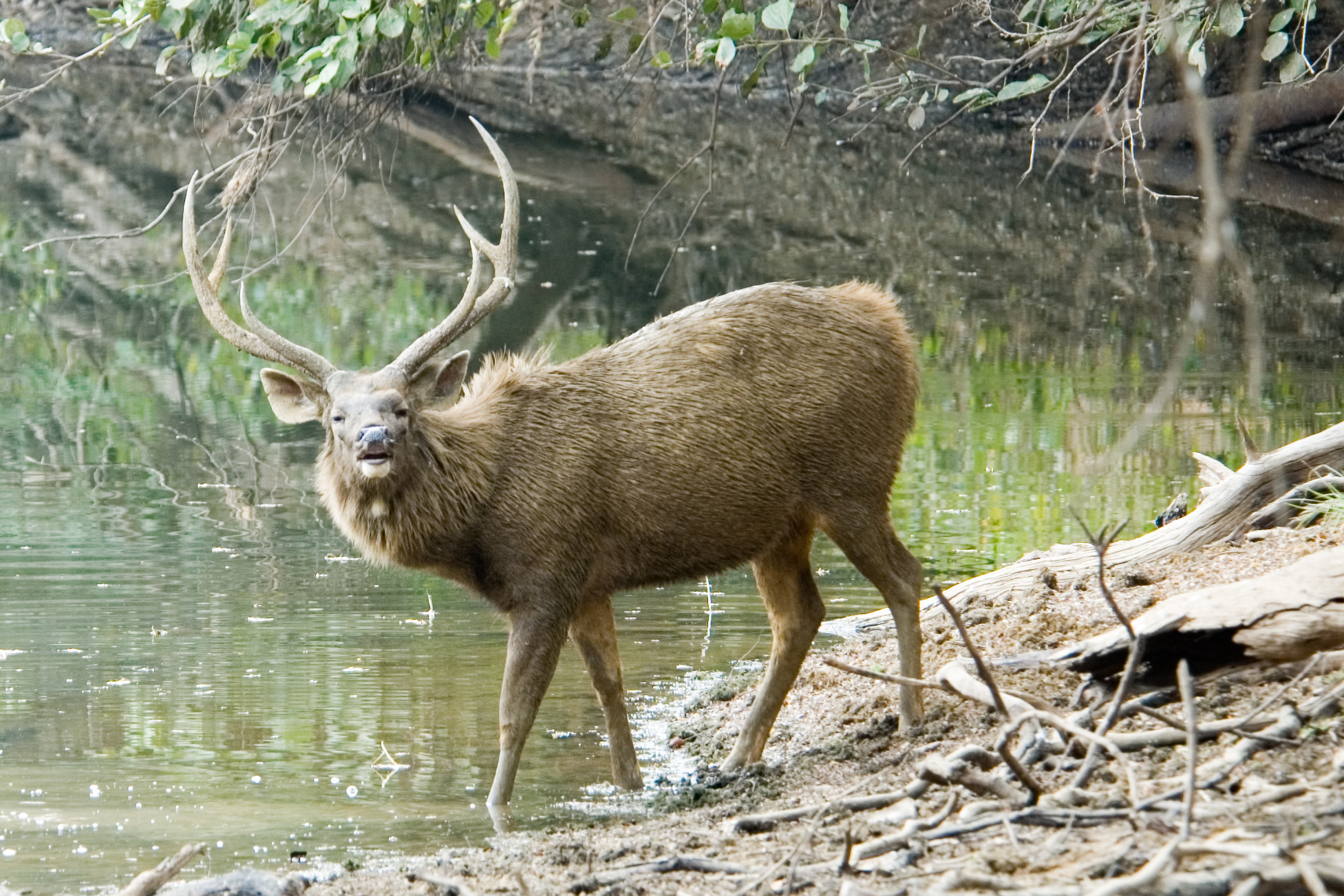
Взрослый самец индийского замбара
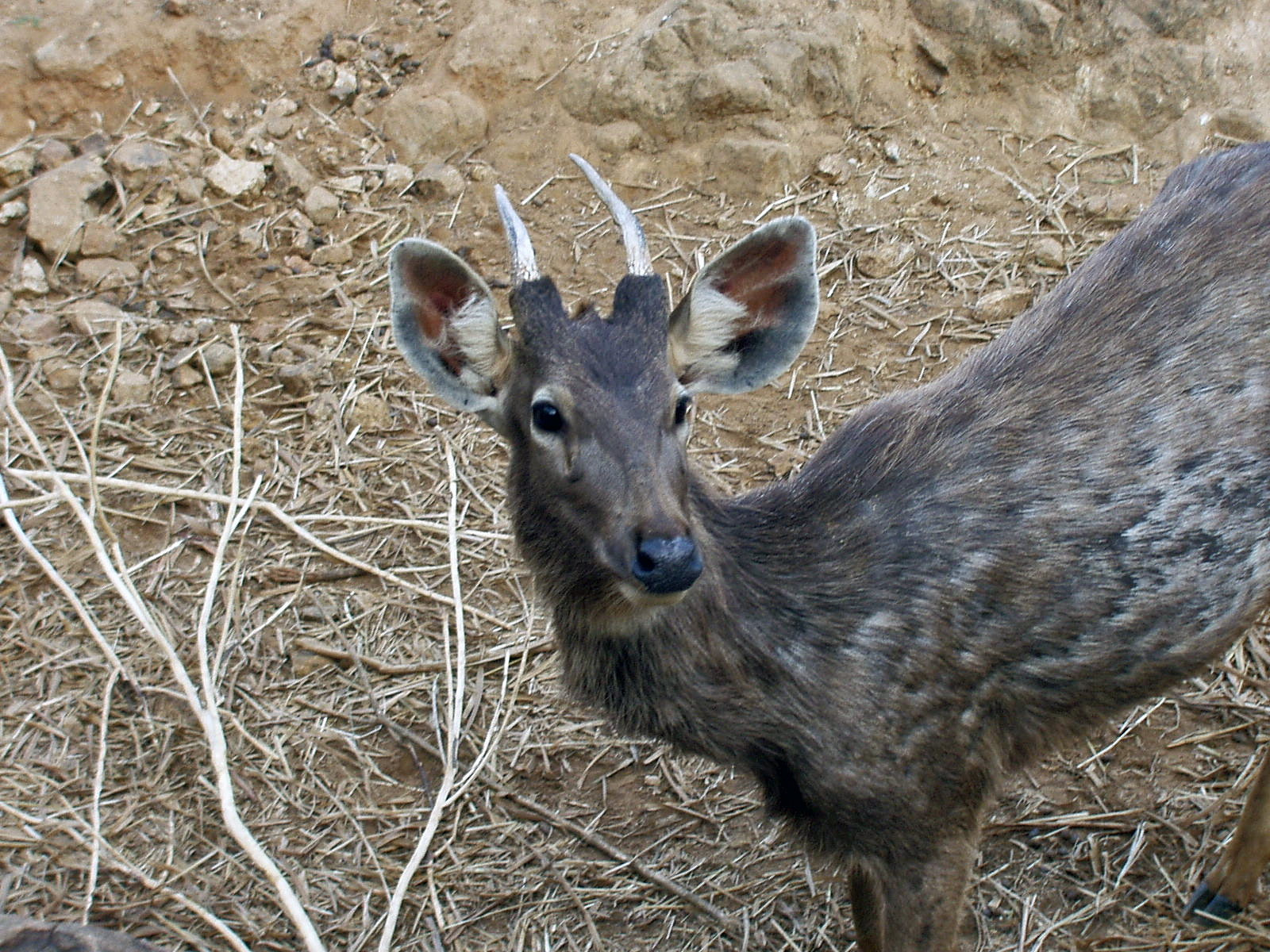
Молодой самец индийского замбара
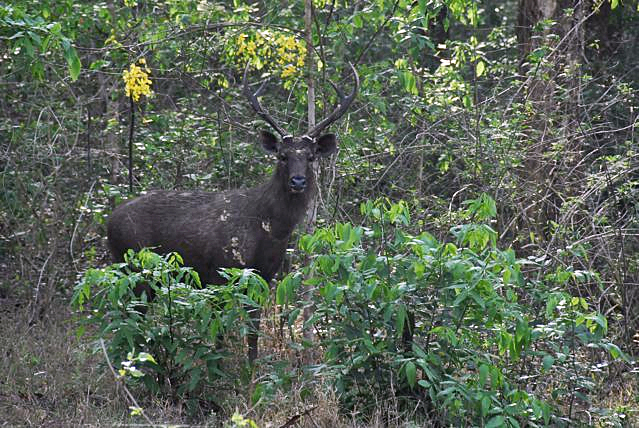
Самец индийского замбара в зарослях
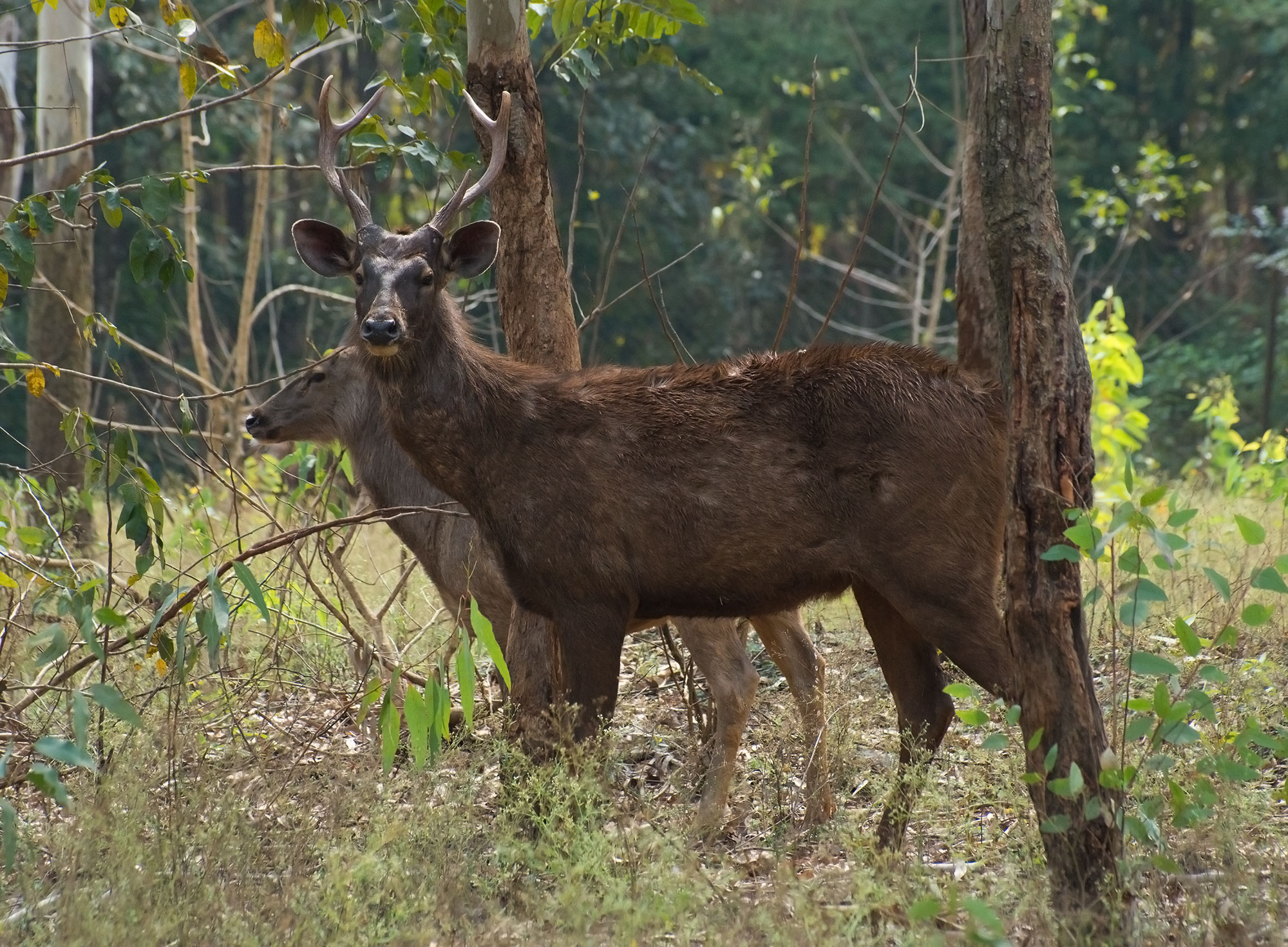
Замбар в заповеднике близ города Шимога (шт. Карнатака)
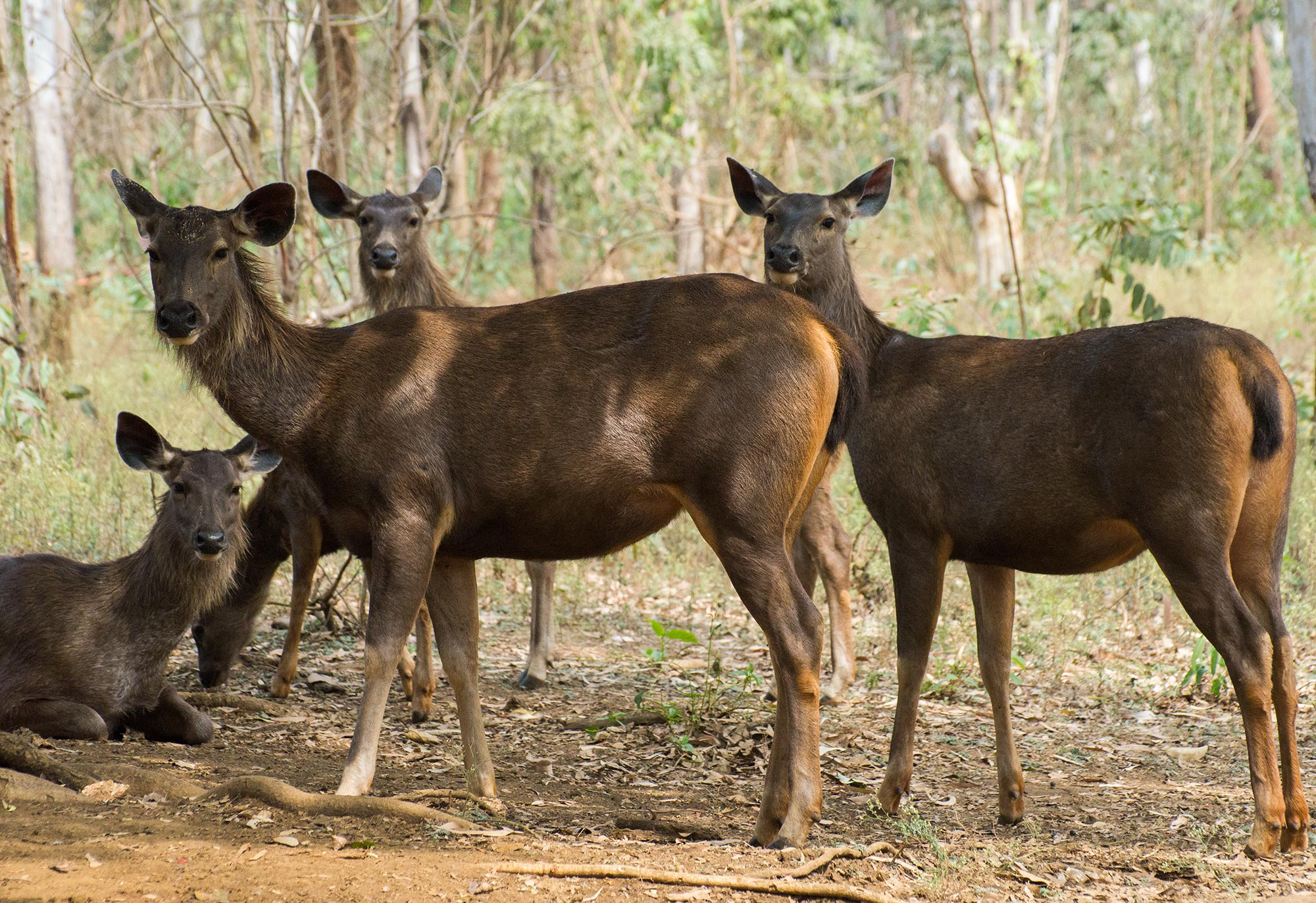
Замбар в заповеднике близ города Шимога (шт. Карнатака)